# Marie-Angélique Savané
Pour les articles homonymes, voir Savané.
Marie-Angélique Savané, née Sagna, le 2 novembre 1947 à Dakar, est une activiste féministe sénégalaise.

## Biographie

### Parcours politique
En 1974, Marie-Angélique Savané crée la revue africaine Famille et développement, dont elle est rédactrice en chef jusqu'en 1978. Le magazine fournit des explications sur les processus de développement et chercher à développer la capacité des personnes à agir sur leur environnement et leur vie.
De 1978 à 1988, elle est chargée d'études auprès du Institut de recherche des Nations unies pour le développement social (UNRISD). De 1990-1992, elle est conseillère spéciale auprès du Haut commissariat des Nations unies pour les réfugiés (HCR). De 1992 à 1994, elle est directrice pour l'Afrique de l'Ouest et du centre du Fonds des Nations unies pour la population (FNUAP). De 1994 à 1997, elle est directrice de la division Afrique du FNUAP.

### Parcours associatif
En 1981, Marie-Angélique Savané est membre de membre du secrétariat de And-Jëf/Mouvement révolutionnaire pour la démocratie nouvelle.
En 1977, elle est l'une des fondatrices de l'Association des femmes africaines pour la recherche et le développement (AFARD). En 1984, elle participe également à la création de Yewwu-Yewwi, la première association féministe libérale au Sénégal,.

## Vie privée
Marie-Angélique Savané est mariée au leader politique Landing Savané rencontré à Paris en 1968. Son fils Lamine Michel Savané est responsable Vision 21 et Sitapha Savané président de Granca basket.

## Publications
- Les projets pour les femmes en milieu rural au Sénégal, Genève, Bureau international du travail, 1983, 139 p.  (ISBN 9222033949)